# Благоева, Сильвана
Сильвана Благоева (14 июля 1972, Болгария) — болгарская биатлонистка, участница Кубка мира и Олимпийских игр.

## Биография
В Кубке мира по биатлону дебютировала в сезоне 1988/89. В 1991 году на чемпионате мира в Лахти завоевала серебряную медаль в составе сборной в дисциплине командной гонки. В 1992 году выступала на Олимпийских играх в Альбервиле, финишировала 25-й в индивидуальной гонке и 8-й в спринте. В эстафете в составе команды Болгарии заняла четвёртое место.
В сезоне 1992/93 заняла 7-е место в общем командном зачёте Кубка мира, показав лучший результат в карьере. После сезона 1992/93 ушла из спорта.